# ナハパーナ

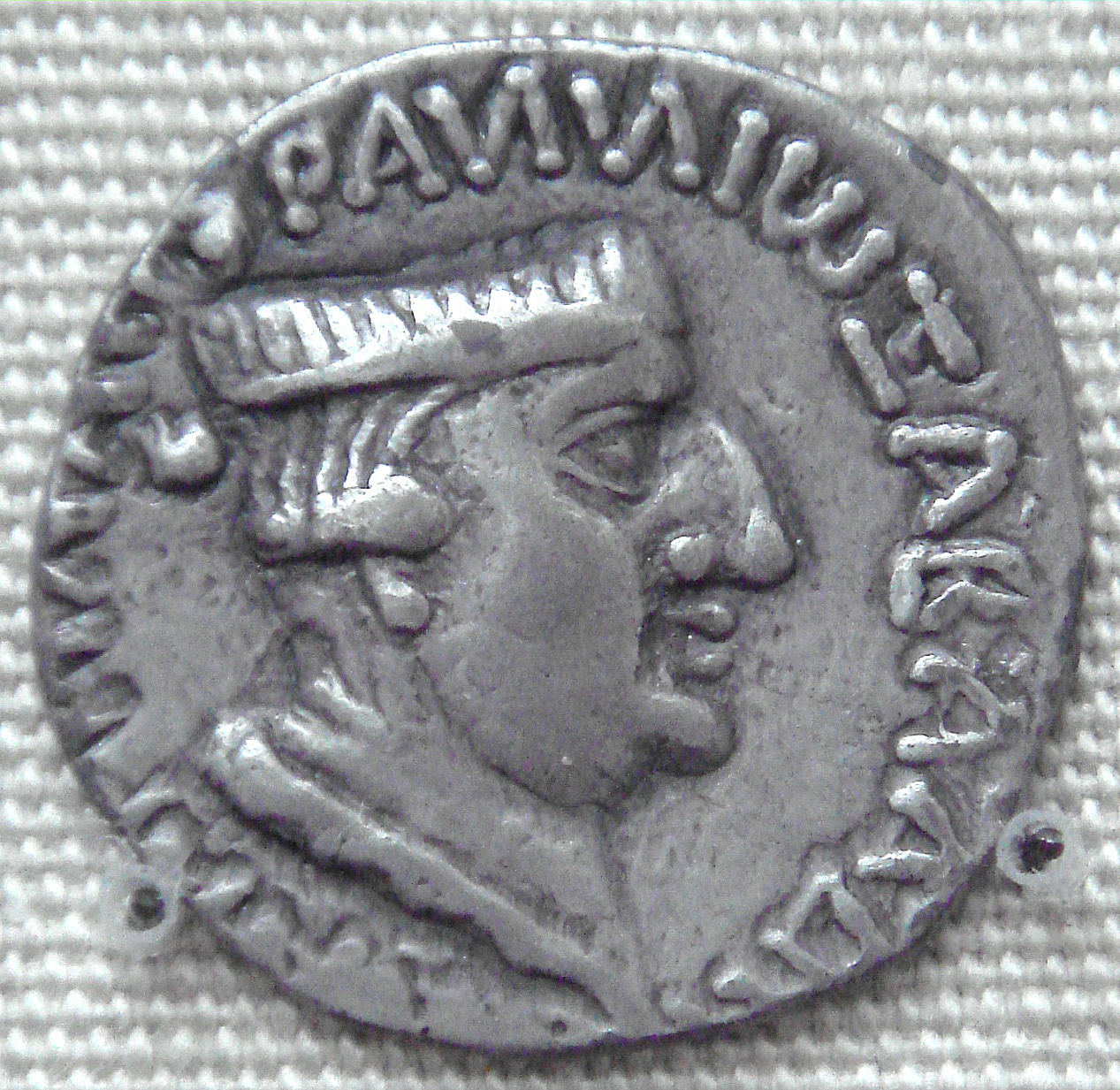
ナハパーナ

ナハパーナ（Nahapana、在位：西暦119年頃 - 124年頃、恐らくは前後にもっと長い。）は古代インド北西部を支配した西クシャトラパ、クシャハラータ朝の最後の王。
前王ブーマカの跡を継いで王となり、恐らくはクシャーナ朝支配下の総督（クシャトラパ）として北西インドの統治に当たっていた。彼は活発な軍事活動を行って領土を拡大し、インド亜大陸北西部と中央部の一部を含めた広大な領域を支配し、クシャーナ朝から自立した。
しかし総督を意味する「クシャトラパ」の称号はそのまま継続して用いられ、ナハパーナは独自に大総督（マハークシャトラパ mahakshatrapa）、王（ラージャ raja）を名乗った。
しかし中央インドの大国サータヴァーハナ朝（アーンドラ朝）の英王ガウタミープトラ・シャータカルニとの戦いに敗北し、中央インドの征服地を失い彼自身も恐らくは死亡した。
これによってクシャハラータ朝による西クシャトラパ支配は終焉を迎えたが、ナハパーナの娘婿ウサバダータが別に独自の勢力を持っていたことがわかっている。